# 한강 시티타워
한강 시티타워(영어: Hankang City Tower)는 대한민국 서울특별시 용산구에 들어설 마천루였다. IMF사태로 취소됐다.

## 같이 보기
- 용산국제업무지구
- 대한민국의 마천루 목록
- 아시아의 마천루 목록
- 서울특별시의 마천루 목록